# Leucoma euphrix
Leucoma euphrix är en fjärilsart som beskrevs av Collenette 1960. Leucoma euphrix ingår i släktet Leucoma och familjen tofsspinnare. Inga underarter finns listade i Catalogue of Life.